# 大澤定永
大澤 定永（おおさわ さだなが）は日本のロックミュージシャン。静岡県静岡市出身。身長182cm、体重75kg。

## 概要・来歴
ギタリストとして活躍する傍ら、現在は内海利勝（元キャロル）、新井武士（元ダウン・タウン・ブギウギ・バンド）、佐藤秀光（クールス）など1970年代の日本のロックシーンを代表する面々と、ロックバンド『THE BIG BAD』を結成し、ギターとボーカルを担当している。
サングラスとオールドスタイルのリーゼントヘアで人気を博している。